# Hävringe-Källskären
Hävringe-Källskären este o arie protejată (arie specială de conservare — SAC, sit de importanță comunitară — SCI, arie de protecție specială avifaunistică — SPA) din Suedia întinsă pe o suprafață de 11.104,5 ha, integral pe uscat.

## Localizare
Centrul sitului Hävringe-Källskären este situat la coordonatele 58°33′45″N 17°15′28″E / 58.5625°N 17.2577°E.

## Înființare
Situl Hävringe-Källskären a fost declarat sit de importanță comunitară în decembrie 1995 pentru a proteja 6 specii de animale. Alte tipuri de protecție:
- arie de protecție specială avifaunistică (în iulie 2000)[2]
- arie specială de conservare (în martie 2011)[1][3][4]

## Biodiversitate
Situată în ecoregiunile boreală și marină baltică, aria protejată conține 3 habitate naturale: Recifuri, Insulițe și insule mici din Baltica boreală, Bancuri de nisip acoperite în permanență slab de apă marină.
La baza desemnării sitului se află mai multe specii protejate:
- păsări (5): Branta leucopsis, sitar de mal nordic (Limosa lapponica), pescăriță mare (Sterna caspia), chiră de baltă (Sterna hirundo), Sterna paradisaea
- mamifere (1): Halichoerus grypus